# Jardín Botánico Alpino Valderia

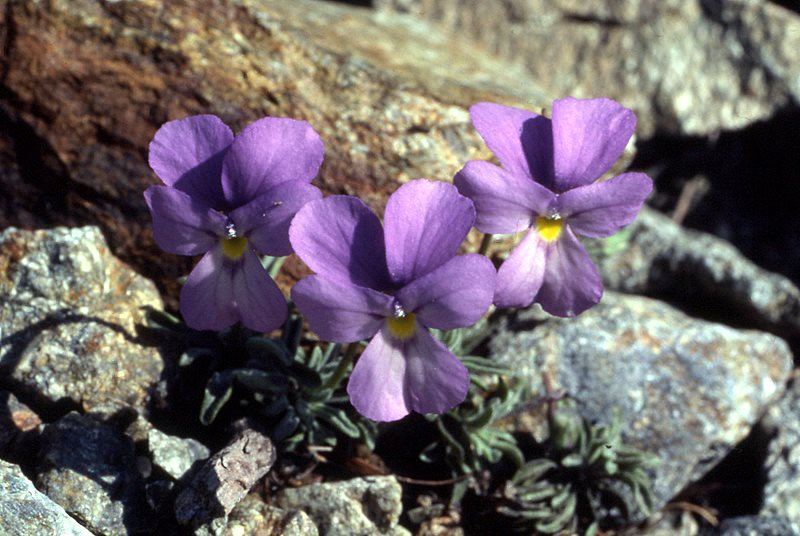
Viola valderia especie presente en el jardín botánico.

El Jardín Botánico Valderia (en  italiano: Giardino Botanico Alpino Valderia), es una reserva de naturaleza y jardín botánico alpino, en Valdieri, Italia. Su código de reconocimiento internacional como institución botánica, así como las siglas de su herbario es AVM.

## Localización
Se ubica en el interior del Parco Naturale Alpi Marittime.
Giardino Botanico Alpino Valderia, Corso Dante Livio Bianco 5, Valdieri, Provincia de Cuneo, Piamonte, Italia.44°16′15.2394″N 7°12′11.5194″E / 44.270899833, 7.203199833
Abre al público los fines de semana en los meses cálidos del año.

## Historia
Fue fundado en 1990 con la misión fundamental de preservar las especies vegetales presentes en la zona de Valdieri.

## Colecciones
El jardín botánico actualmente tiene unas 450 especies de las cuales 26 son endemismos de los Alpes Marítimos. 
Sus colecciones incluyen Fagus sylvatica, Laburnum anagyroides, Corylus avellana, Acer pseudoplatanus, Salix nigra, Sorbus aria, Rubus idaeus, Sambucus racemosa, Vaccinium myrtillus, Abies alba, Picea abies, Larix decidua, Juniperus phoenicea), Pinus mugo, Juniperus communis subsp. nana, Rosa canina, Rhododendron ferrugineum, Festuca varia, Festuca paniculata, Festuca dimorfa, Festuca spadicea, Poa violacea, Pheum pratense, Poligonum bistorta, Lilium bulbifera, Taraxacum officinale, Gentiana lutea, Rumex alpinum, Blitum bonus-henricus, Capsella bursa-pastoris, Urtica dioica, Alchemilla vulgaris, Caltha palustris, Epilobium alsinifolium, Galium tendae, Saxifraga florulenta, Saxifraga stellaris, Saxifraga aizoides, y Viola valderia. 
Entre las plantas endémicas de los Alpes marítimos Potentilla valderia, Potentilla fruticosa, Galium tendae, Silene cordifolia, Viola argenteria, y Senecio balbisianus.